# 埃斯佩拉扎
埃斯佩拉扎（法語：Espéraza，法語發音：[ɛspeʁaza] ⓘ）是法国奥德省的一个市镇，属于利穆区。

## 地理
埃斯佩拉扎（42°56'7"N, 2°13'14"E）面积10.52 平方千米，位于法国奧克西塔尼大區奥德省，该省份为法国南部沿海省份，北起塔恩省，西北接上加龙省，西接阿列日省，南至东比利牛斯省，东临地中海，东北与埃罗省接壤。
与埃斯佩拉扎接壤的市镇（或旧市镇、城区）包括：昂蒂尼亚克、奥德河畔康帕涅、库伊扎、格拉内斯、蒙塔泽勒、雷恩堡、圣费里奥尔、瓦勒迪法比。

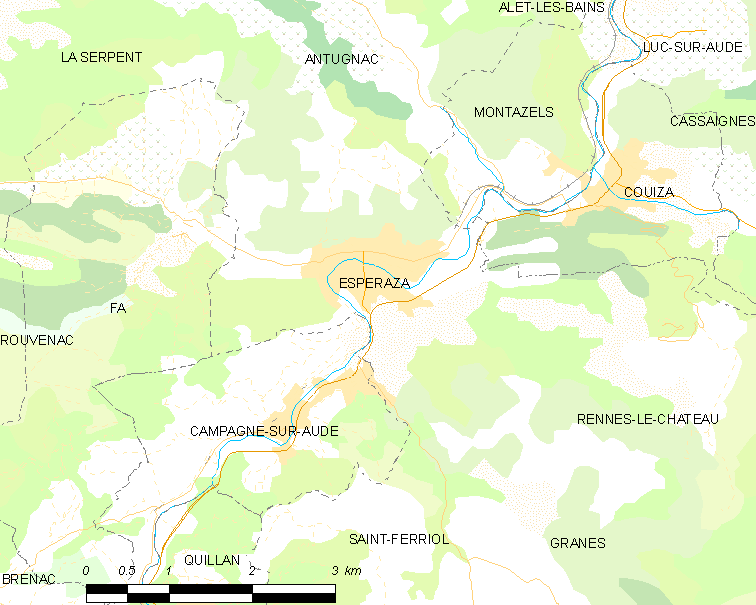
埃斯佩拉扎的OSM定位图

埃斯佩拉扎的时区为UTC+01:00、UTC+02:00（夏令时）。

## 行政
埃斯佩拉扎的邮政编码为11260，INSEE市镇编码为11129。

## 政治
埃斯佩拉扎所属的省级选区为上奥德河谷县。

## 人口

1962-2008年间埃斯佩拉扎人口变化图示

埃斯佩拉扎于2022年1月1日时的人口数量为1695人。